# Nuraghe San Pietro (Torpè)

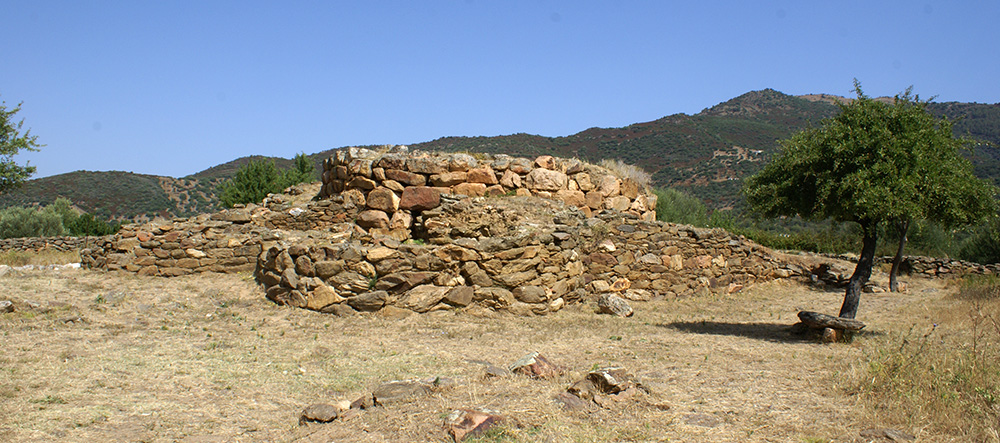
Nuraghe San Pietro, vista sud-est

Il nuraghe San Pietro è situato su un piccolo rilievo che si erge in mezzo a una piana di natura alluvionale, a ridosso della sponda sinistra del rio Posada, nell'omonima località del territorio di Torpè, in provincia di Nuoro, in Sardegna. È uno dei monumenti preistorici più importanti della sub-regione delle Baronie.

## Collocazione geografica e contesto territoriale

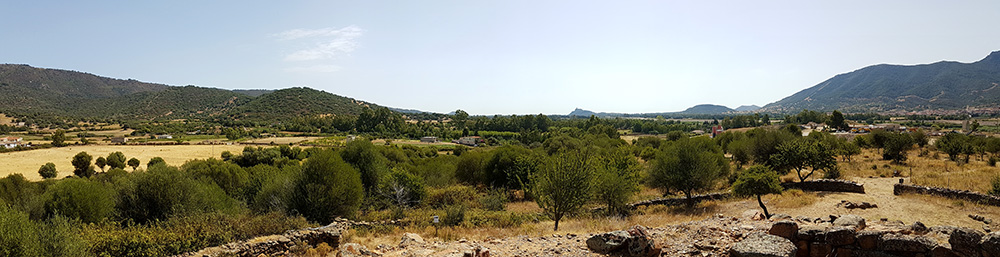
Panorama del territorio visto dal nuraghe

Nel territorio della Baronia sono presenti numerosi monumenti del periodo pre-nuragico e nuragico. In particolare nella sub-regione dell'Alta Baronia, il territorio del comune di Torpè è quello in cui si può contare il più elevato numero di monumenti. Distribuiti su una superficie di 91,50 km² sono presenti ben dodici nuraghi, una tomba dei giganti, due villaggi nuragici, cinque domus de janas. Il territorio di Torpè è diviso dal rio Posada la parte a nord, sulla sponda sinistra del fiume, e una a sud: la quasi totalità dei monumenti preistorici è collocata nel versante nord del territorio.

## Descrizione del monumento

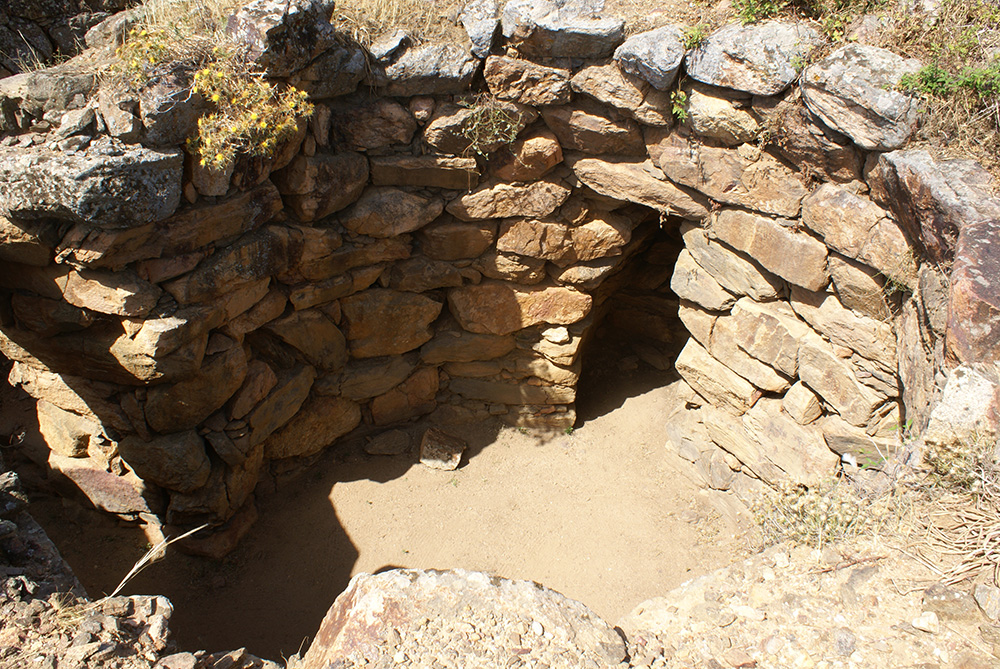
Torre centrale

Quello di San Pietro è un nuraghe arcaico di tipo complesso, realizzato con grossi blocchi appena sbozzati di trachite rossa e scisto, è costituito da un mastio centrale e quattro torri laterali. Il mastio (diametro interno di 3,8 m) ha l'ingresso, orientato a SSE, coperto a piattabanda dell'altezza in 1,75 m. Sul lato destro dell'architrave c'è una nicchia (probabilmente una garitta di guardia) larga 1,2 m e profonda 2,2 m e, al lato sinistro, da una scala elicoidale (larga 1,2 m) che portava al piano soprastante. Un breve corridoio conduce all'ambiente centrale in cui si trovano tre nicchie disposte a croce, realizzate con muri aggettanti che terminano in un arco a sesto acuto. Le nicchie hanno tutte, più o meno, le stesse dimensioni, con un'apertura media di 0,8 m, una profondità di 1,5 m e un'altezza di 2,1 m. La camera centrale ha un'altezza residua di 3,5 m in quanto la copertura originale a thòlos è crollata.

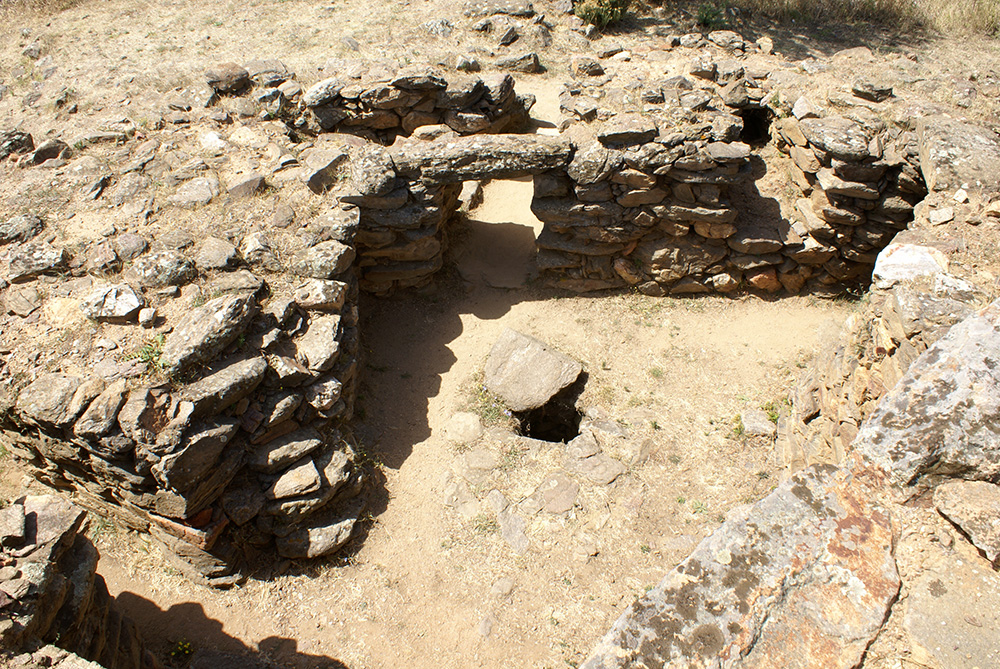
Cortile

Davanti all'ingresso della torre in direzione sud si trova un cortile murato che mostra le diverse fasi costruttive del monumento in quanto la pietra utilizzata non è più la trachite, ma lo scisto lavorato in lastre di piccole dimensioni. Il cortile, di forma quasi rettangolare, ha una larghezza di circa 5 m per una lunghezza di 3,3 m. Al centro si trova il pozzo che ha un'imboccatura di 60 cm di diametro e che, con rivestimento in pietre, si allarga ad imbuto fino a raggiungere la profondità di 5,8 m. Ad est e ad ovest del cortile si aprono gli ingressi di due delle quattro torri esterne.

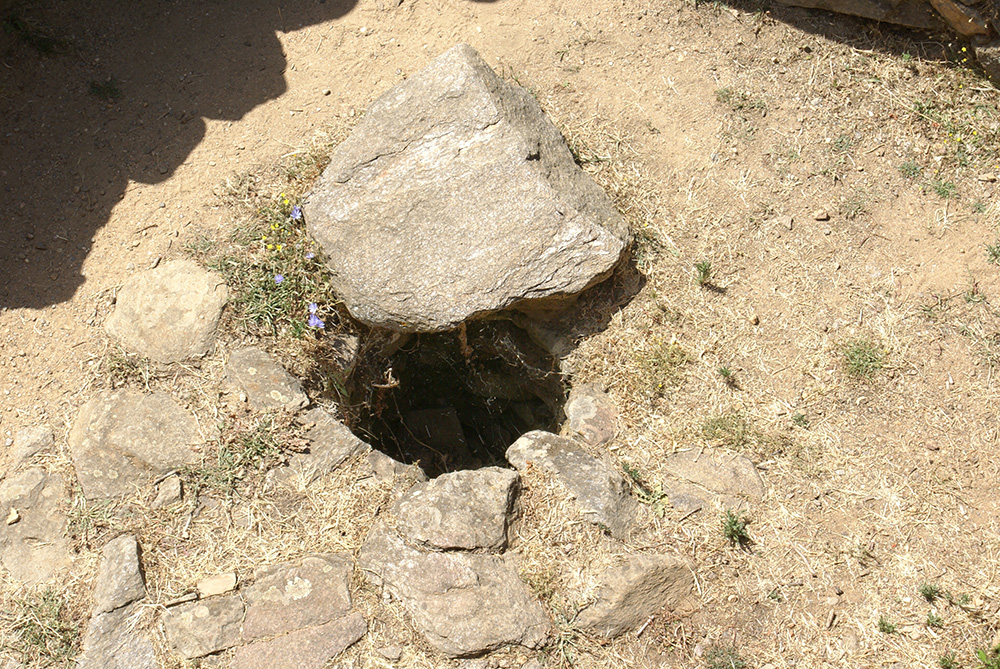
Particolare del pozzo

Il cortile è l'unico punto di accesso alla torre centrale. Per accedere al cortile si deve attraversare uno stretto corridoio, lungo 2,8 m e largo 0,8 m. Questo corridoio mostra nella parte centrale sulla destra una piccola nicchia sopraelevata e termina con un architrave, posto a un'altezza di circa 1 m, che costringe il visitatore a chinarsi. All'interno del cortile, a fianco all'imboccatura del corridoio d'ingresso, in direzione ovest è presente una feritoia di forma conica e con volta aggettante (ora crollata) che ha un'apertura di 0,6 m e, dopo aver attraversato per 2,5 m la parete muraria, si apre verso l'esterno con un'apertura residua di circa 0,2/0,3 m. 
Proseguendo verso ovest, oltre la feritoia, si trova la torre di sud-ovest, realizzata con massi di scisto di medie e piccole dimensioni. Essa presenta alla base una sezione in muratura che potrebbe aver fatto parte di un edificio anteriore, sopra al quale è stata poi edificata la torre. A questa si accede dal cortile attraversando un breve corridoio lungo 1,6 m e largo circa 0,7 m, sormontato da un architrave nel punto d'ingresso alla torre, posta a un'altezza di 1,5 m. Il piano di calpestio della torre si trova a circa 0,5 m più in basso rispetto al piano di ingresso. L'altezza residua della torre nel suo punto più alto è di 2,4 m. Sulla parete nord è stata ricavata una nicchia posta a circa un metro d'altezza dalla base, profonda 1,7 m e con imboccatura larga 0,7 m.

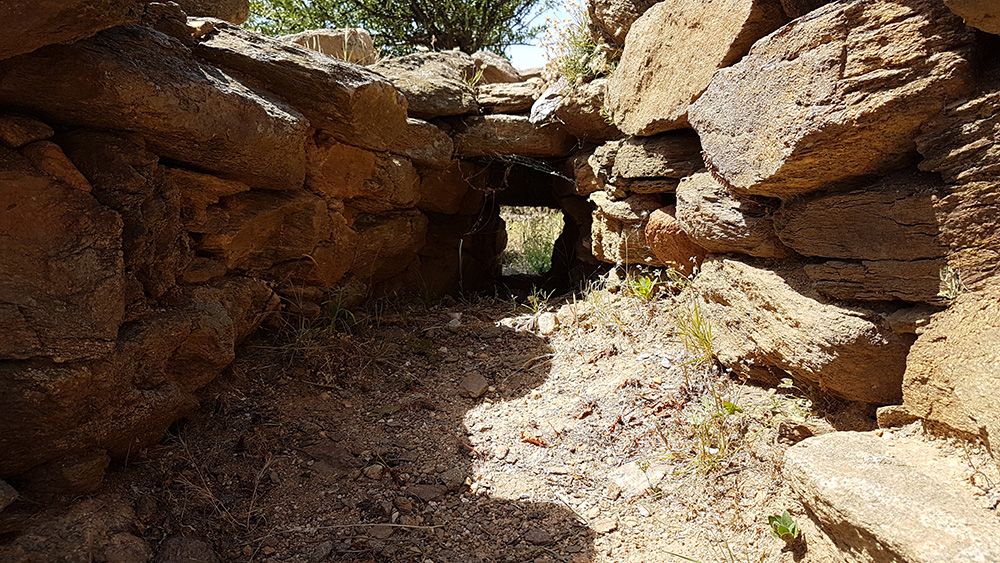
Feritoia

Sempre dal cortile si accede alla torre di sud-est attraverso un corridoio lungo 2 m e largo circa 0,7 m. In questa torre (del diametro di 3 m) si trovano due nicchie sopraelevate rispetto al piano della torre. La nicchia posta ad est della torre, larga 0,8 m e profonda solo 0,5 m, sembra il risultato della chiusura di un'antica apertura verso l'esterno, in quanto è evidente la discontinuità nella muratura e le pietre, seppur disposte in modo orizzontale, non sono legate con la restante parte del muro e sono state quindi collocate in un secondo momento. La nicchia posta a nord ha un'apertura di 0,6 m ed è profonda 1,5 m ed è in tutto simile a quelle delle altre torri.

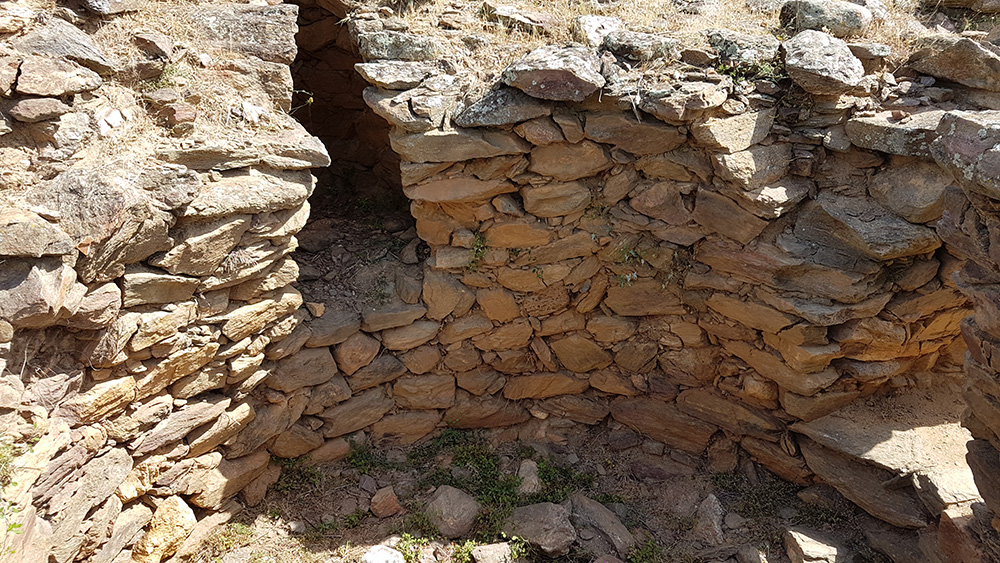
Torre sud-ovest, particolare della nicchia

A nord-est del mastio è situata la terza torre, che ha un diametro di 3,4 m con ingresso in direzione est. Al centro della torre sono stati rinvenuti degli strati d'argilla attribuibili alla presenza di un focolare centrale. Lungo buona parte della sua circonferenza, la base della torre presenta un basso muro di circa 0,3 m a formare un lungo sedile (questo è un aspetto architettonico che è presente in molte torri laterali di nuraghi o capanne nuragiche, come ad esempio nel santuario nuragico di Santa Cristina a Paulilatino, nella cosiddetta “capanna dei capi”). Anche in questa torre è stata ricavata una nicchia sopraelevata abbastanza profonda (1,90 m) sulla parete ovest, mentre la parete in direzione sud si interrompe aprendosi verso un lungo corridoio senza uscita (di 6,8 m), probabilmente adibito a deposito.
L'ultima delle quattro torri è quella di nord-ovest ed ha un ingresso sopraelevato in direzione est. Quest'ingresso è sormontato da un architrave ad un'altezza di 1,15 m, mentre la larghezza è di 0,7 m. Questa è la torre della quale si è conservato il maggior numero di filari in pietra ed è quindi la più alta tra le quattro torri (2,9 m). Non presenta nicchie e misura 3,4 m di diametro.

## Il villaggio nuragico
A qualche decina di metri dal nuraghe omonimo, è ubicato il villaggio nuragico di San Pietro. Di questo antico villaggio, che probabilmente circondava l’intero nuraghe, è stata scavata solo una piccola parte. Dagli scavi è emersa una struttura formata da 6-7 vani di forma rettangolare edificati utilizzando lastre di scisto locale di piccole dimensioni. Si pensa che il villaggio sia stato abitato anche in epoca romana, fino al I e II secolo d.C. Sarebbe auspicabile l’avvio di una nuova campagna di scavi al fine di far emergere l’intero villaggio nuragico. La parte visibile è in stato di abbandono e la sua esistenza è compromessa dagli agenti atmosferici e dallo sviluppo degli arbusti di macchia mediterranea che da sempre colonizzano l'intera area causando dei crolli.

## Studi e campagne di scavo

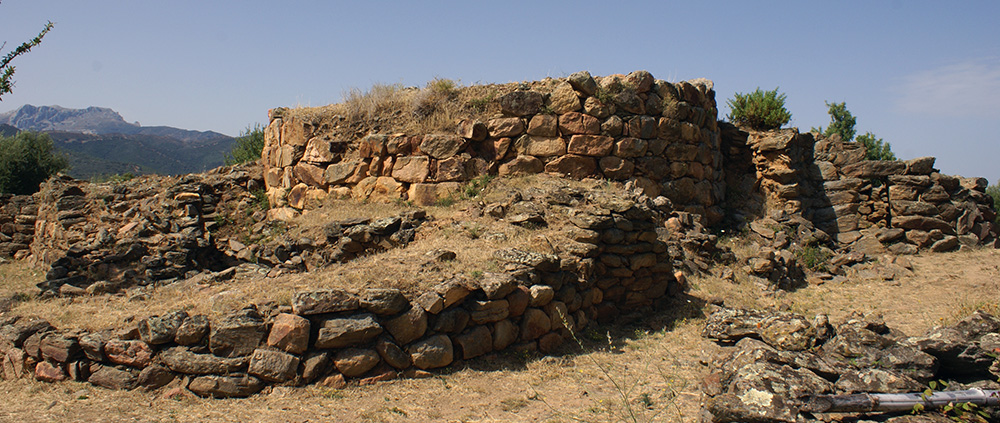
Nuraghe San Pietro, vista nord-est

L'esistenza del nuraghe San Pietro è stata documentata nel Dizionario geografico storico-statistico-commerciale degli Stati di S. M. il Re di Sardegna di Goffredo Casalis e Vittorio Angius. Riferisce l'Angius: “Nel territorio di Torpè si possono vedere cinque nuraghi, […], il secondo presso le rovine dell’antica cappella di S. Pietro, in distanza dal paese di un’ora.”. Nel 1933 l'archeologo Antonio Taramelli riferisce che il «Nuraghe Santu Perdu... è ridotto ad un cumulo di pietre.». 
Nel settembre 1973, a seguito di una serie di danneggiamenti causati da scavi clandestini, il monumento divenne oggetto di interesse e iniziarono una serie di scavi archeologici diretti dalla Soprintendenza di Sassari e di Nuoro. 

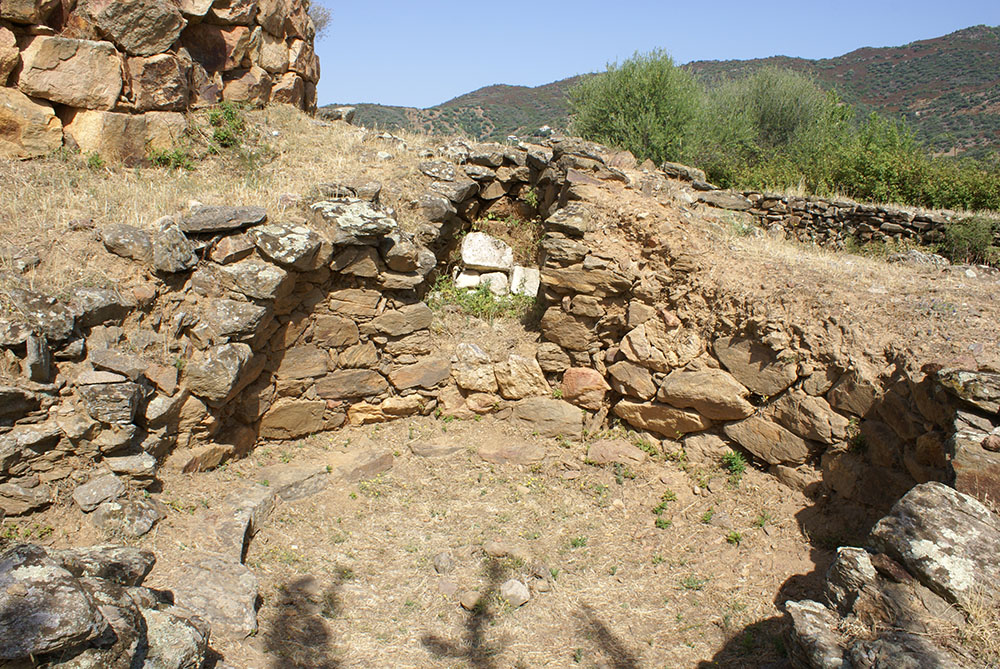
Torre nord-est. Al centro le pietre che delimitano il focolare e lungo il perimetro il bancone litico

Durante le prime campagne di scavi emerse che, oltre al mastio centrale, vi erano altre tre torri e un cortile d'ingresso. Durante le successive indagini, tra il 1980 e il 1984 e dirette dall'archeologa Maria Ausilia Fadda, il complesso nuragico fu completamente riportato alla luce. I risultati degli scavi effettuati sul nuraghe furono presentati in un convegno di studi svoltisi a Selargius e a Cagliari nel novembre del 1984. 
La relazione della Fadda descrive in modo preciso e dettagliato la struttura del nuraghe complesso, sottolineando che durante l'ultima fase degli scavi era emerso il muro più esterno del mastio centrale sul lato est e, dopo aver spostato una grande quantità di detriti dovuti ai crolli, a una profondità di 3 m circa è affiorata la struttura della torre di nord-est. Gli archeologi erano convinti che esistesse un corridoio di collegamento tra questa e il cortile antistante l'ingresso del mastio centrale. In realtà, tale collegamento non esisteva: il vano che parte nella parete sud della torre si interrompe dopo 6,8 m e da quel punto parte invece il muro che delimita a nord la torre di sud-est che gli scavi hanno poi messo in luce. 

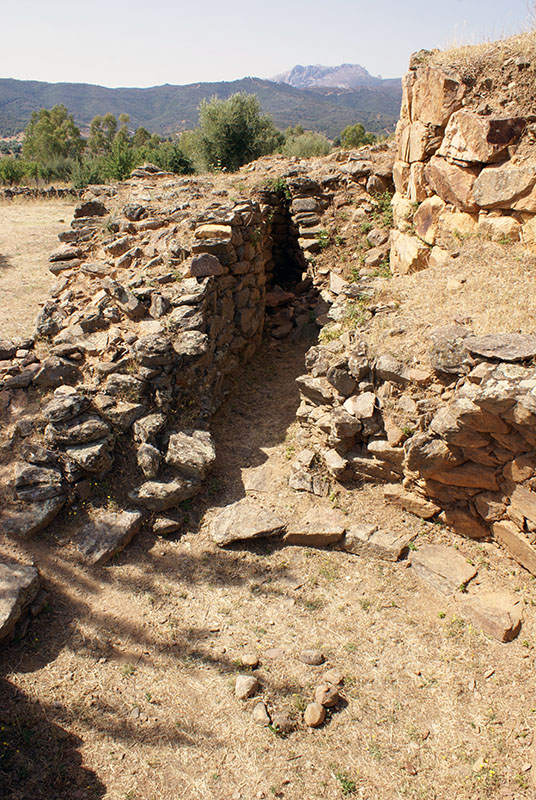
Torre nord-est e corridoio

Oltre ai materiali di crollo, il deposito di oltre 3 m, che ricopriva le strutture del monumento, era costituito da un terriccio compatto di colore chiaro, misto a ciottoli fluviali, materiali probabilmente portati dalla furia delle acque durante le numerose inondazioni che la piana alluvionale in cui è sito il nuraghe ha certamente subito nel corso dei millenni(inondazioni che si sono verificate anche in epoche recenti prima della costruzione della diga sul Rio Posada, ma che, purtroppo, si sono verificate anche negli ultimi anni nonostante la presenza della diga e degli argini di contenimento del fiume; queste ultime inondazioni non hanno, però, raggiunto il piccolo rilievo del nuraghe). Alla base della torre è infine emerso il basso bancone litico (sedile) che si estende per buona parte della circonferenza. È in questa zona che sono stati rinvenuti numerosi vasi integri e altri ridotti in pezzi, ma ancora ricomponibili. È sempre durante questo scavo che sono stati ritrovati i segni del focolare centrale della torre, caratterizzato da una serie di pietre arrotondate che ne delimitavano lo spazio e da diversi strati d'argilla, di cenere e carbone che testimoniano il lungo periodo di utilizzo del focolare.
Nella quinta ed ultima campagna di scavi, affidata dalla Fadda all'archeologo Rubens D'Oriano e che si svolse tra il 1983 ed il 1984, i lavori hanno riguardato l'esplorazione stratigrafica della torre di sud-ovest. Lo scavo di questa torre ha riservato le maggiori sorprese. Infatti ha permesso di stabilire che almeno quella parte del nuraghe è stata utilizzata per un periodo che supera di gran lunga il millennio: dalle fasi finali del bronzo antico (nel secondo millennio a.C.) fino all'età imperiale romana. Si presume che solo questa torre abbia avuto una vera funzione durante il periodo della dominazione romana: secondo il parere della dottoressa Fadda, tra il I e il II secolo d.C. la torre fu utilizzata come granaio. Nello strato attribuibile a tale periodo storico è stata infatti rinvenuta una notevole quantità di grano e di fave, accompagnate da frammenti dei contenitori di legno e sughero nei quali erano conservati, insieme ai resti di una cesta in giunco intrecciato. Il cereale ritrovato, pressoché carbonizzato, è stato sottoposto ad analisi paleobotaniche che sono state eseguite dal dottor Lorenzo Costantini del Ministero dei Beni Culturali, che hanno accertato che si trattava di tre diverse qualità di grano, delle quali una di origine orientale. Sempre secondo il parere dell'archeologa, con buone probabilità questo grano era stato coltivato nella fertile vallata alluvionale. La stratificazione dei ritrovamenti consente di supporre che il granaio suddetto sia stato poi sepolto dai crolli: in uno strato superiore a questo sono state rinvenute delle antiche sepolture realizzate a seguito dei crolli. Ciò significa che il nuraghe San Pietro ha avuto nei secoli diverse destinazioni d'uso e funzioni, fino a diventare un luogo adibito alle sepolture.

## Reperti

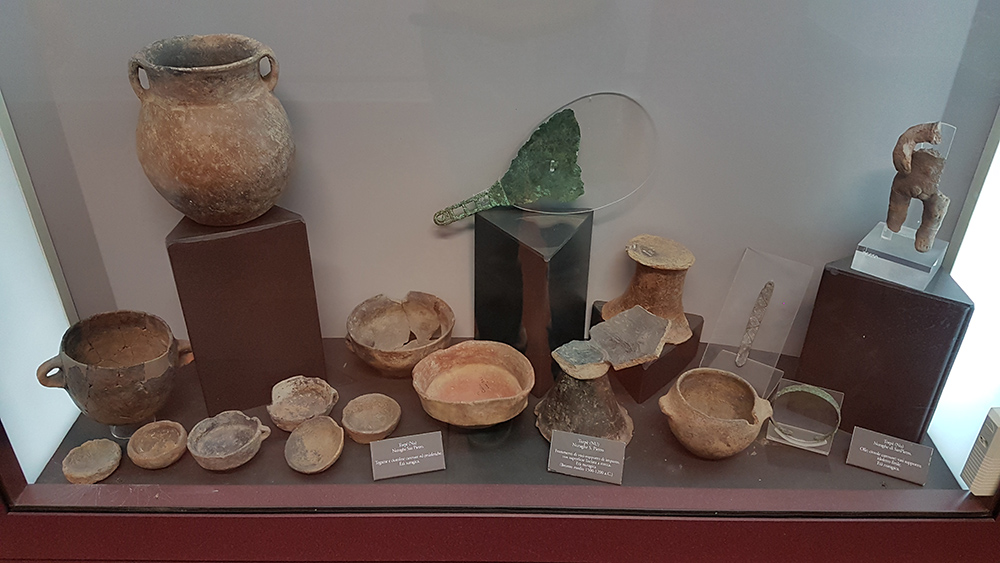
Esposizione di una parte dei reperti provenienti dal nuraghe San Pietro in una vetrina del Museo archeologico nazionale di Nuoro

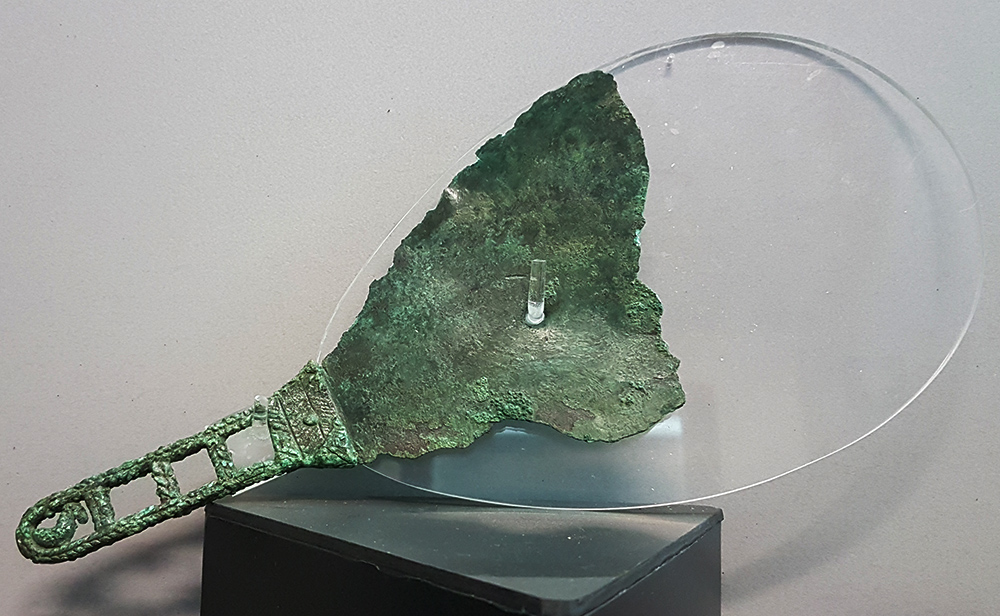
Supporto per specchio ovale rinvenuto nel nuraghe san Pietro ed esposto in una teca del Museo archeologico nazionale di Nuoro

Le campagne di scavo hanno restituito abbondante materiale di grande interesse, sia per le caratteristiche strutturali che presenta, sia per le considerazioni connesse con la sua posizione stratigrafica.
Nella torre di sud-ovest, sotto lo strato di epoca imperiale, sono stati rinvenuti: 
- ciotoloni di epoca nuragica, alcuni dei quali hanno l'ansa asciforme tipica della Cultura di Bonnannaro;
- tegami con decorazione a pettine appartenenti allo strato inferiore. Per cercare di stabilire una difficile datazione, si deve considerare che nel sito non sono stati rinvenuti oggetti in ceramica con decorazioni a cerchielli che sono comunemente considerati di epoca nuragica più recente rispetto alle decorazioni a pettine;

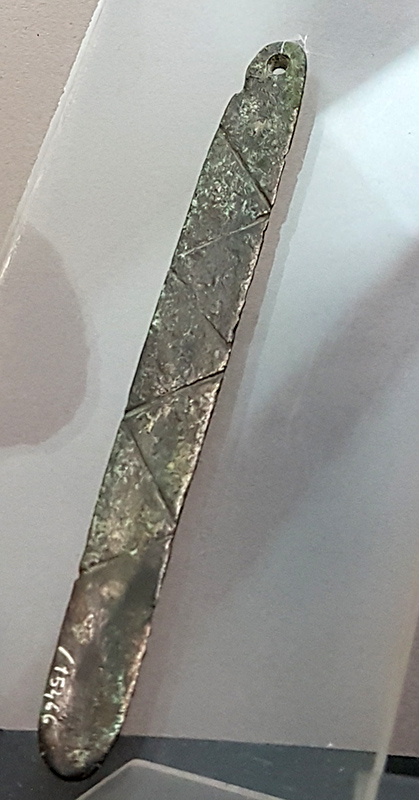
Pendaglio in bronzo, proveniente dal nuraghe San Pietro ed esposto presso il Museo archeologico nazionale di Nuoro

- Pendaglio in bronzo, proveniente dal nuraghe San Pietro ed esposto presso il Museo archeologico nazionale di Nuoropiccole tazze con presa verticale, vasi su piede, vasi troncoconici, un'anforetta biansata, ceramiche non comuni nel repertorio del vasellame nuragico che paiono ricollegabili a tipi di culture extra insulari della tarda Età del bronzo[2];
- alcuni oggetti bronzei come un pugnale, una piccola ascia e un frammento di “panella” (pezzo di bronzo o rame pronto per la lavorazione) ritrovati insieme a un vaso, una sorta di crogiolo, che potrebbe far pensare a una fusione e una lavorazione locale del metallo[2];
- resti di alcuni contenitori in legno e sughero, parti di ceste di giunchi intrecciati e anfore che contenevano ancora al loro interno chicchi di grano e fave[2];

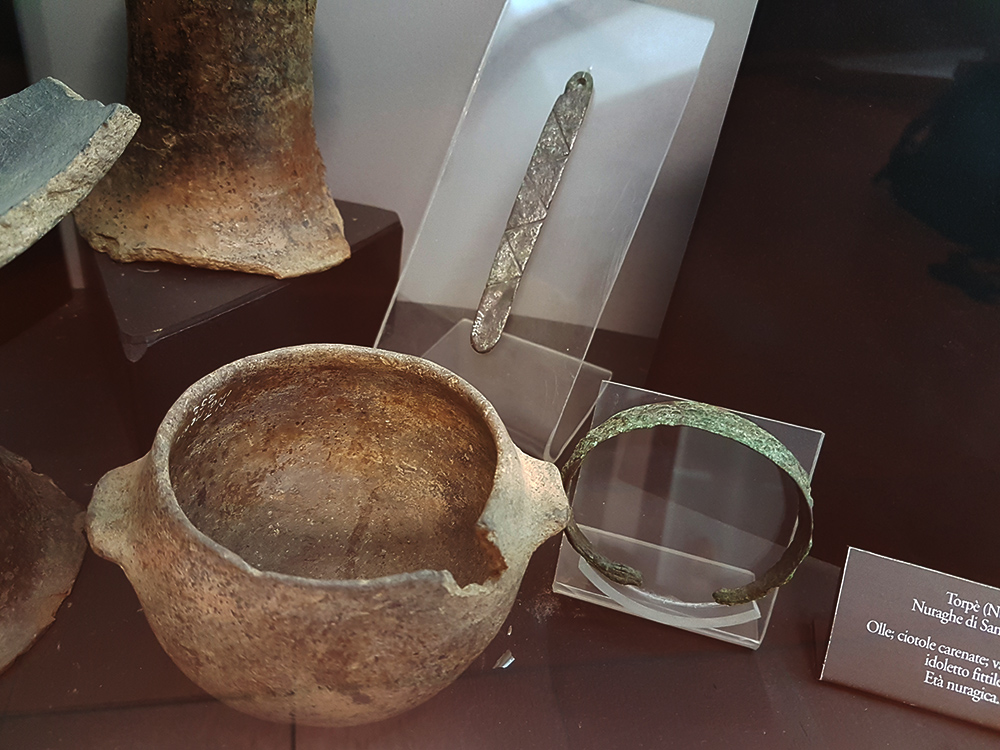
Ciotola carenata e bracciale in bronzo proveniente dal nuraghe San Pietro. Museo archeologico nazionale di Nuoro

- Ciotola carenata e bracciale in bronzo proveniente dal nuraghe San Pietro. Museo archeologico nazionale di Nuoroun esemplare di specchio di lamina ovale, con manico lavorato a treccia; nell'ultimo riquadro del manico è presente un particolare decorativo che consiste nella figura di un uccellino in posizione obliqua[5].

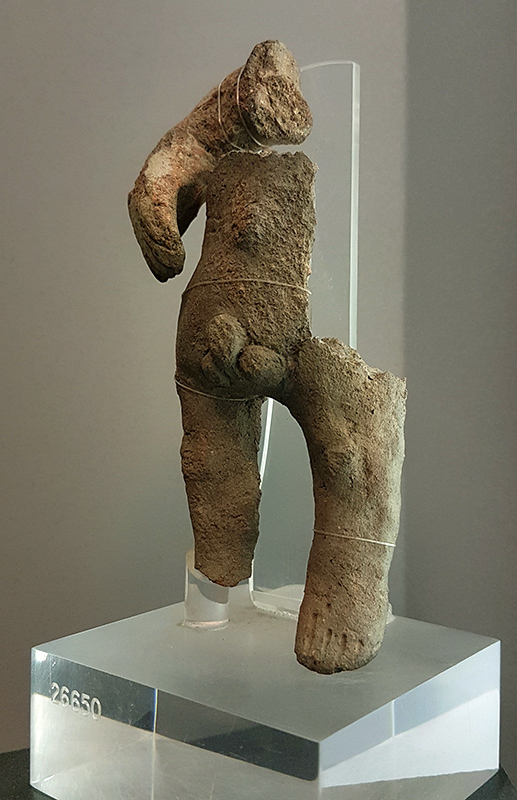
Idoletto fittile, proveniente dal nuraghe San Pietro ed esposto presso il Museo archeologico nazionale di Nuoro

Altri manufatti ceramici, sia integri che ridotti in pezzi, sono stati rinvenuti durante gli scavi della torre di nord-est e del lungo corridoio chiuso ad essa collegato.
I numerosi reperti che gli scavi del nuraghe San Pietro hanno restituito sono custoditi, e in parte esposti, presso il Museo nazionale archeologico di Nuoro. 

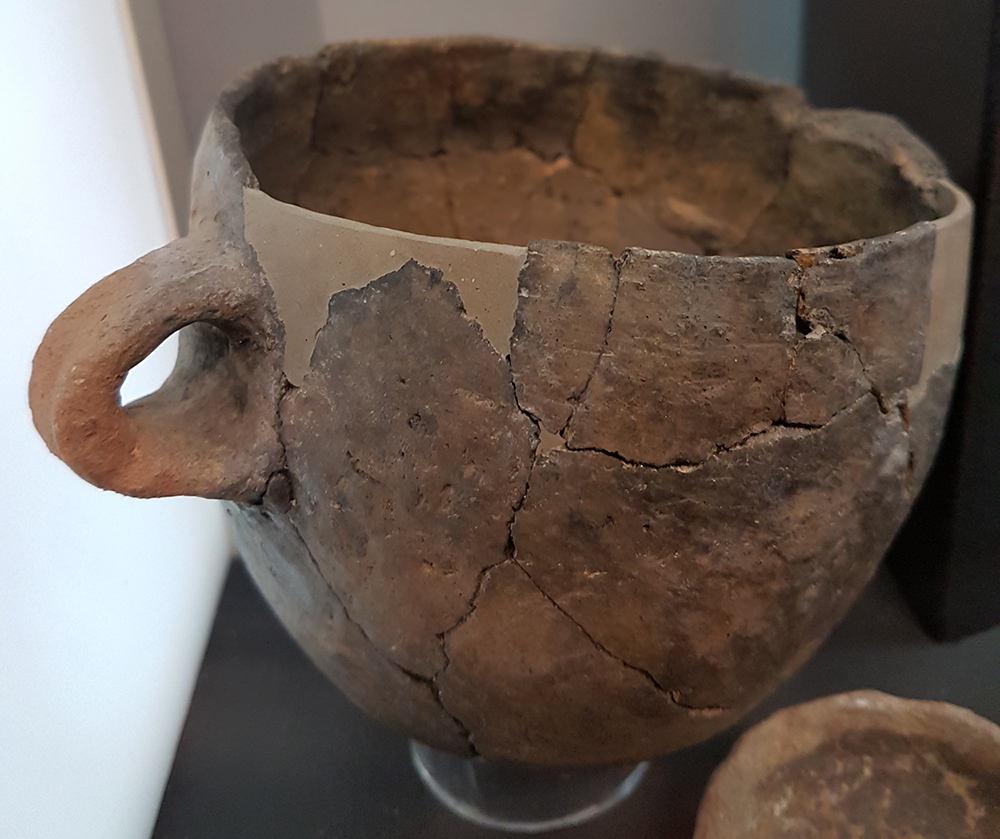
Ciotolone ansato ricostruito, proveniente dal nuraghe San Pietro ed esposto in una teca del Museo nazionale archeologico di Nuoro

## Storia del nuraghe San Pietro

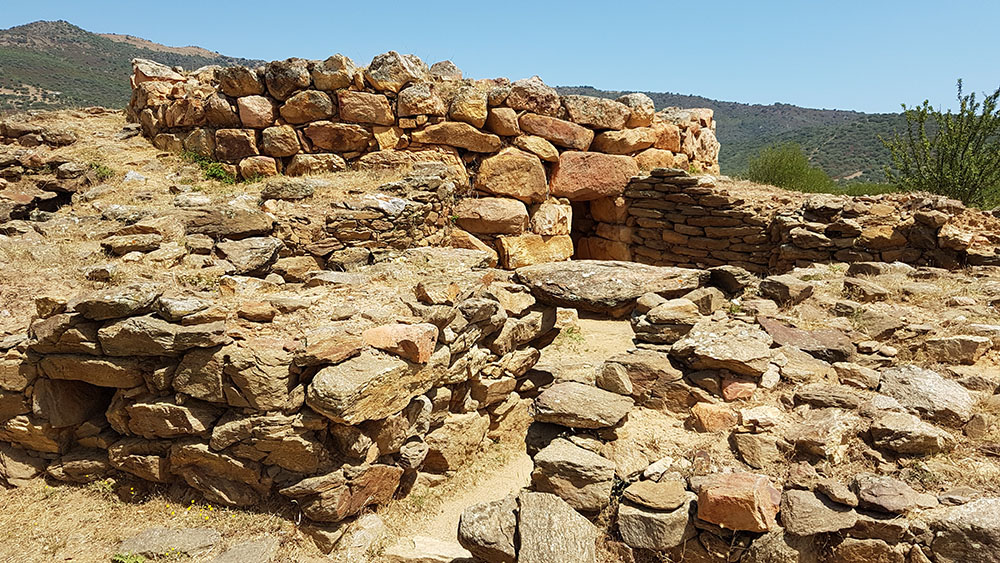
Ingresso al nuraghe San Pietro

Il nuraghe San Pietro ha avuto una vita lunghissima: è stato abitato o utilizzato con diverse funzioni nel corso di quasi due millenni. La parte più antica del nuraghe è certamente la torre centrale costruita in trachite, con massi di notevoli dimensioni che caratterizzano le costruzioni nuragiche più arcaiche. Anche se non è stata fatta una precisa datazione, si può supporre che la costruzione del mastio centrale risalga ai secoli precedenti la metà del secondo millennio a.C.
Le altre quattro torri sono state realizzate utilizzando un materiale diverso, lo scisto locale, con massi di dimensioni di gran lunga inferiori. Si deve inoltre osservare che le opere di muratura di queste torri esterne non sono direttamente collegate con la struttura della torre centrale, ma si appoggiano a questa senza entrare a farne parte. Da ciò si evince che la loro costruzione sia avvenuta solo in epoca successiva.
Dall'analisi stratigrafica di queste torri ed in particolare di quella di sud-ovest, eseguita da Rubens d'Oriano, si è potuta ricostruire, almeno su larghe linee, la vita di questa torre e, di riflesso, del monumento nel suo complesso.
Nel Bollettino Archeologico stilato in seguito alla quinta ed ultime campagna di scavi d'Oriano afferma: “È stata così constatata l'esistenza di una stratigrafia abbastanza sicura che testimonia tre fasi principali di vita:
1) primo utilizzo del vano; 2) Momento di intensa attività abitativa e repentino abbandono, databile, forse, ancora entro il secondo millennio a.C.; 3) Occupazione romana della torre, a cominciare dalla fine del I inizi del II secolo d.C. 
Per motivi tecnici lo scavo non è stato proseguito sino al raggiungimento della roccia vergine, ed è stato messo in luce un piano continuo di pietre, preparazione del sovrastante piano di calpestio, al di sotto del quale pare proseguire la stratificazione archeologica.”; 

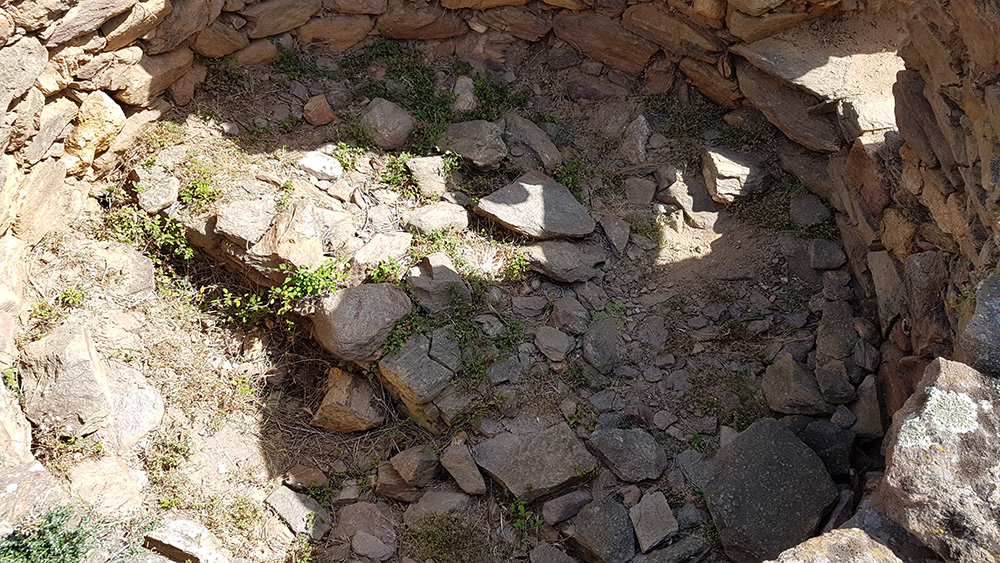
Torre sud-ovest, particolare del piano di calpestio con resti di una probabile struttura precedente

Dalla relazione di d'Oriano si deduce che le torri esterne siano state costruite, con buone probabilità, nel secondo millennio a.C., probabilmente non dopo il XIV periodo nel quale hanno avuto la più intensa attività abitativa. Secondo d'Oriano la vita abitativa della torre fu bruscamente interrotta quando ancora non si era concluso il secondo millennio a.C.
A confermare tale ipotesi si riporta quanto afferma l'archeologa Fulvia Lo Schiavo, in Nuove testimonianze archeologiche della Sardegna centro-settentrionale. L'archeologa scrive a proposito del ritrovamento di alcuni reperti: “[..]; il terriccio in cui erano immersi era ricco di carboni, e le zone intatte dello stesso strato erano costituite da banchi di ceneri; è forse possibile ipotizzare un abbandono improvviso del monumento, forse a seguito di un incendio.”
Ma l'analisi di d'Oriano consente di affermare che il sito su cui è stata realizzata la torre di sud-ovest era abitato o in qualche modo utilizzato già in epoche precedenti in quanto la torre e il suo piano di calpestio sembrano poggiare su una struttura antecedente. 

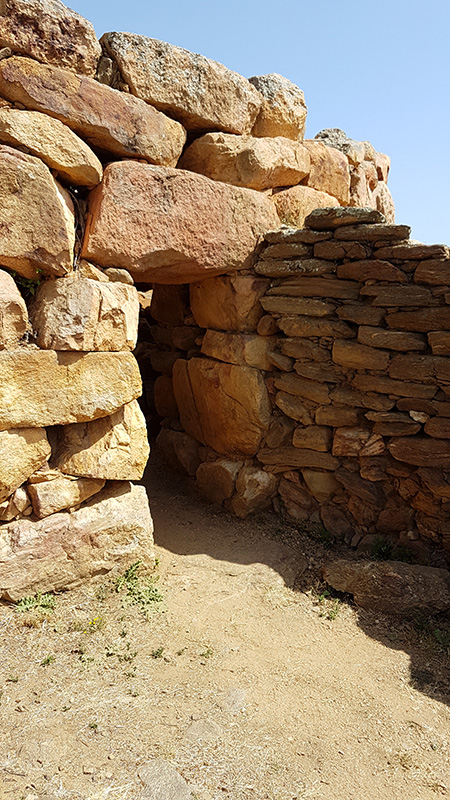
Ingresso della torre centrale, si possono notare le differenze costruttive: da una parte grossi blocchi di trachite e dall'altra pietre in scisto di medie e piccole dimensioni

Lo strato superiore più recente, databile nel periodo della dominazione romana e più precisamente tra la fine del I e l'inizio del II secolo d.C., ha visto il nuraghe diventare un deposito di grano e di fave. Secondo il parere degli archeologi che hanno eseguito gli scavi il sito è stato definitivamente abbandonato, intorno al III secolo d.C. in epoca imperiale. La natura ha così preso possesso del monumento che ha nei secoli subito numerosi e gravi crolli, inondazioni dovute alle piene del fiume insieme alle intemperie e allo sviluppo della vegetazione, ne hanno ricoperto col tempo le strutture restanti. Con buone probabilità gran parte delle pietre e dei massi degli strati superiori sono state utilizzate nel tempo dagli abitanti del territorio per realizzare muri e altre strutture, così agli archeologi e studiosi, che tra la fine del secolo diciannovesimo e gli anni sessanta del ventesimo hanno visitato il sito, questo appariva come una piccola collina arrotondata, coronata da uno o due filari di massi trachitici che testimoniavano l'esistenza di un nuraghe. Se da un lato l'azione di scavo dei clandestini ha recato nocumento al sito, d'altra parte ha messo in risalto le sue potenzialità, suscitando l'interesse del mondo accademico e delle istituzioni locali che hanno così dato corso alle campagne di scavi che non hanno deluso le aspettative e hanno rivelato un bene archeologico di grande valore, probabilmente il sito nuragico più importante del vasto territorio tra Siniscola e Olbia.

## Visitare il nuraghe San Pietro
Oggi è possibile visitare il sito durante tutto l'anno sia con visite individuali che di gruppo. Nei periodi invernali o di bassa stagione è necessaria la prenotazione. Durante l'anno scolastico si organizzano visite guidate per le scuole o per associazioni di appassionati o studiosi, ed è possibile partecipare a laboratori di simulazione di scavo stratigrafico.

## Galleria d'immagini

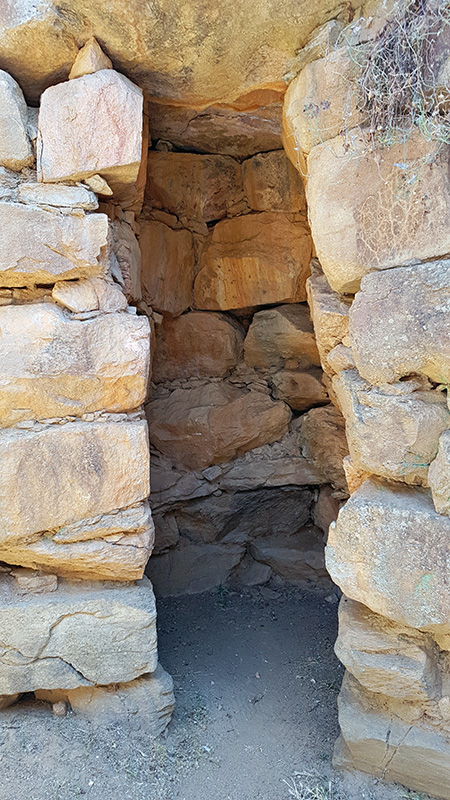
Nicchia torre centrale
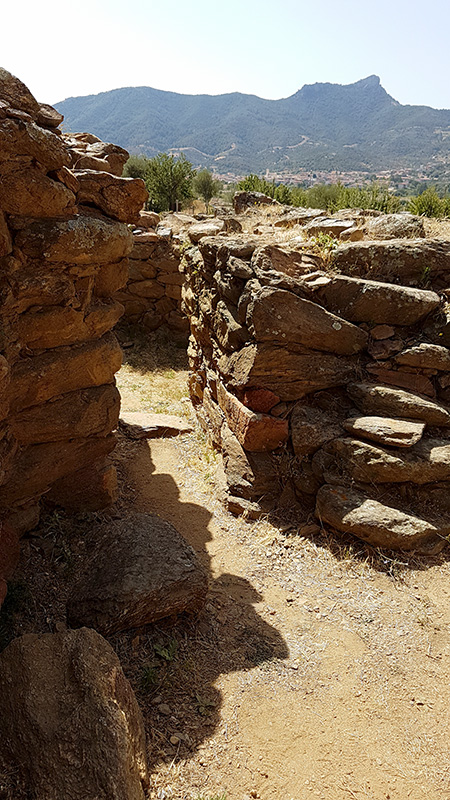
Ingresso torre sud-est
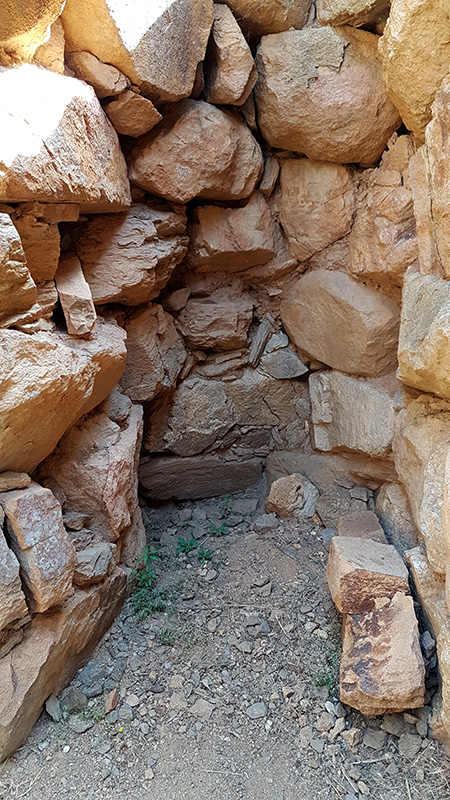
Garitta di guardia
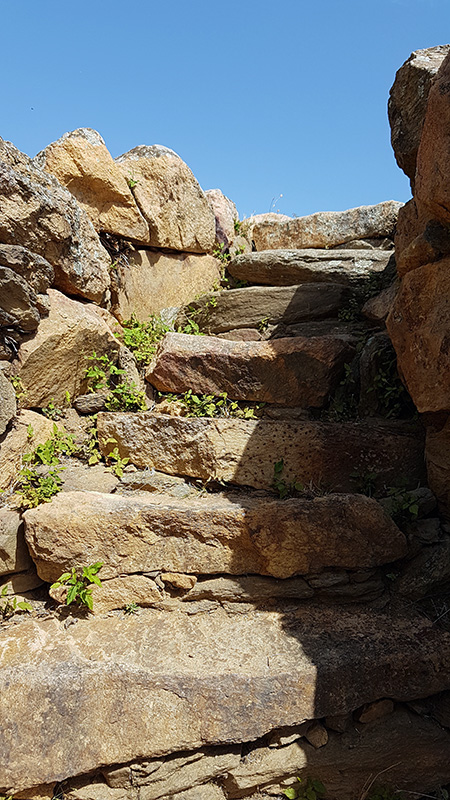
Scala ad andamento elicoidale
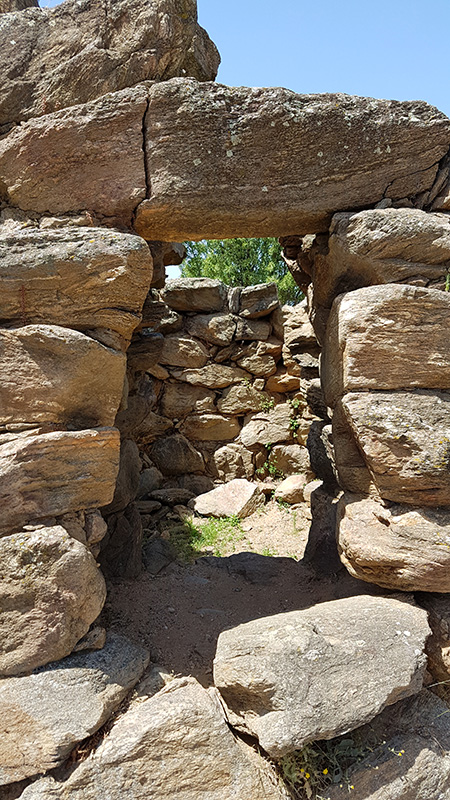
Ingresso torre nord-ovest
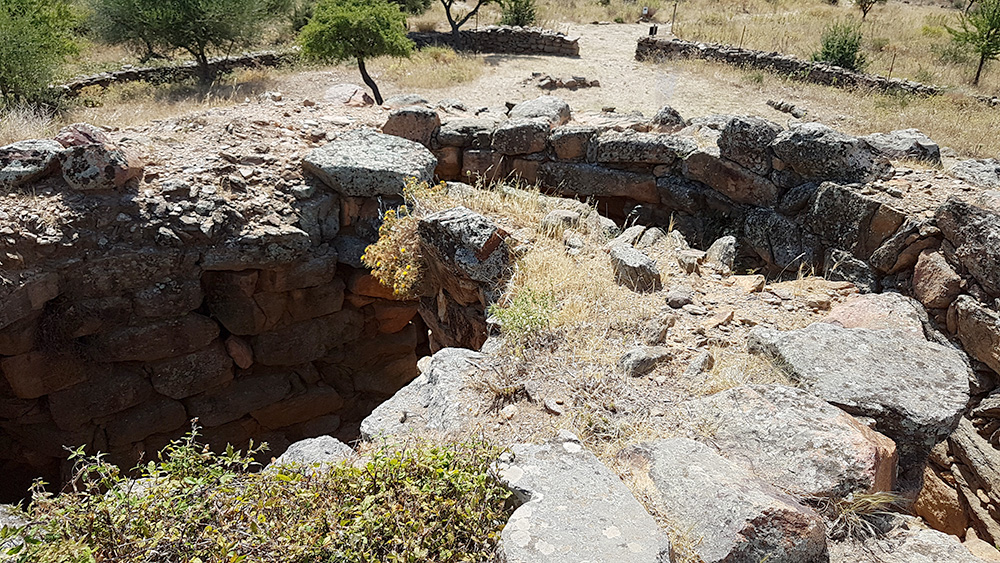
Torre centrale